# Sungurlu
Sungurlu ist eine Stadt und ein Landkreis der türkischen Provinz Çorum. Die Stadt liegt etwa 70 Kilometer südwestlich der Provinzhauptstadt Çorum an der Verbindungsstraße von Ankara nach Samsun. Die Stadt Sungurlu liegt am Fluss Budaközü Çayı, einem Zufluss des Delice Irmağı, der wiederum in den Kızılırmak mündet. Sie beherbergt knapp zwei Drittel der Kreisbevölkerung (2020: 64,5 %).

## Landkreis
Der Landkreis liegt im Südwesten der Provinz. Er grenzt im Süden an die Provinz Yozgat, im Westen an die Provinz Kırıkkale, im Nordwesten an die Provinz Çankırı, im Norden an die Kreise Bayat, Uğurludağ und den zentralen Landkreis und im Osten an die Kreise Alaca und Boğazkale.
Der Landkreis ist der zweitgrößte der Provinz und liegt auch mit seiner Einwohnerzahl an zweiter Stelle. Die Bevölkerungsdichte liegt mit 24 Einwohnern je Quadratkilometer unter dem Provinzdurchschnitt (43 Einw. je km²).
Der Kreis besteht neben der Kreisstadt noch aus 109 Dörfern (Köy) mit durchschnittlich 156 Bewohnern. Arifegazili ist mit 1242 Einwohnern das größte Dorf. Das Dorf Cevheri wurde 2018 zu einer Mahalle der Kreisstadt.

## Persönlichkeiten
- Arslan Terzioğlu (1937–2013), Krankenhausplaner und Medizinhistoriker[2]
- Aşık Gülabi (* 1950), alevitischer Dichter und Volkssänger
- Muhammet Kızılarslan (* 1986), Skilangläufer